# Sri Narong Stadium
Das Sri Narong Stadium (Thai สนามกีฬาศรีณรงค์) ist ein Mehrzweckstadion in Surin in der Provinz Surin, Thailand. Es wird derzeit hauptsächlich für Fußballspiele genutzt und ist das Heimstadion des thailändischen Viertligisten Surin City FC. Das Stadion hat ein Fassungsvermögen von 11.000 Personen. Eigentümer sowie Betreiber ist die Sports Authority of Thailand (SAT).

## Nutzer des Stadions
| Verein        | Zeitraum der Nutzung |
| ------------- | -------------------- |
| Surin City FC | 2009 bis heute       |